# Centrale nucléaire de Kori
La centrale nucléaire de Kori (parfois appelée Gori) est localisée sur la côte est de la Corée du Sud. Elle est construite sur le territoire de la commune de Jangan-Eup, du district de Gijang et à proximité du port de Busan, ville au centre d'une unité urbaine de 12 millions d'habitants.

## Description

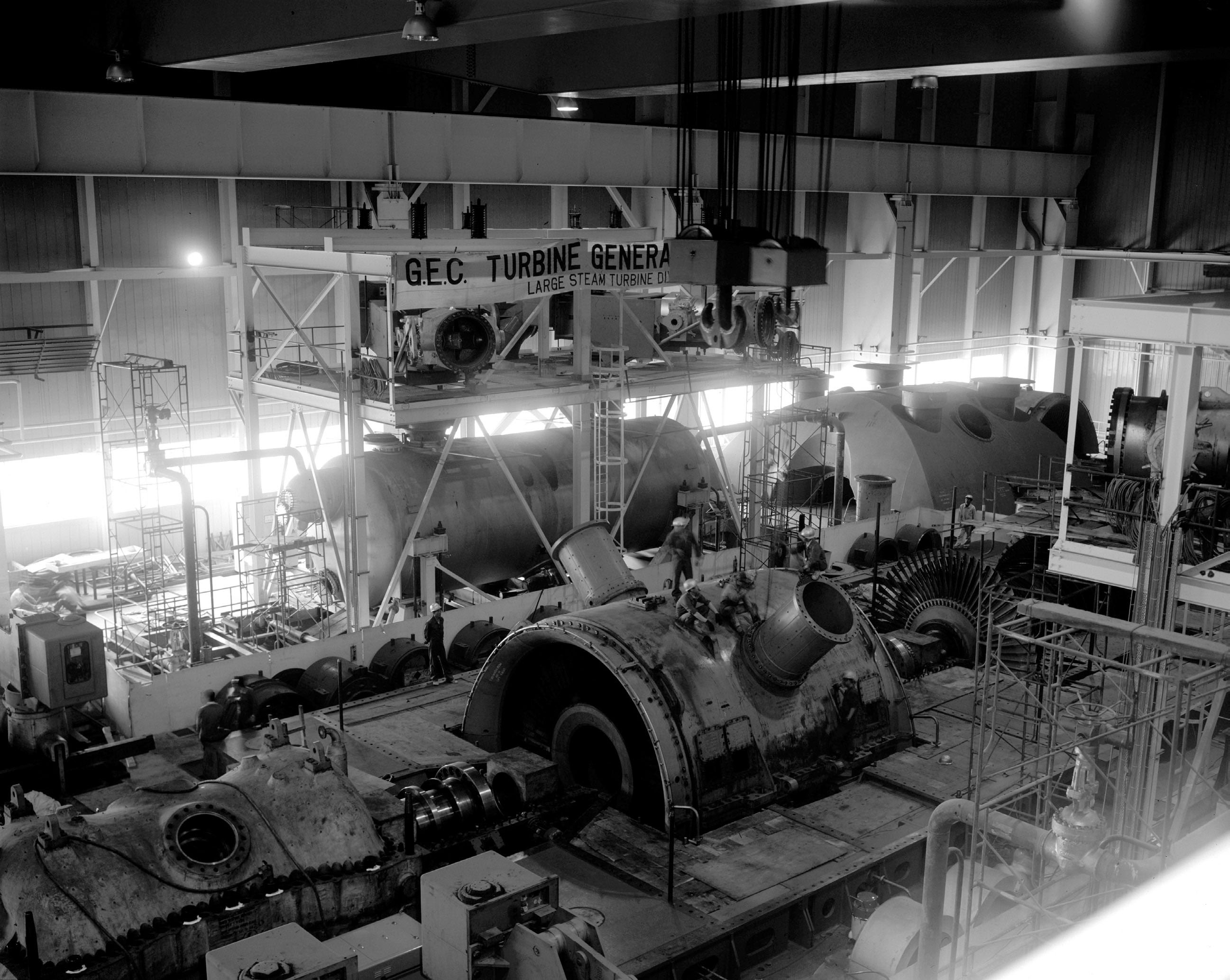
Turbine à vapeur en construction (1976)

La première série de réacteurs comprend quatre réacteurs à eau pressurisée (REP) de conception américaine Westinghouse, dont la durée de fonctionnement prévisionnelle est 40 ans :
- Kori 1 : 576 MWe, mise en service en 1977, à l'arrêt en 2017[1].
- Kori 2 : 640 MWe, mise en service en 1983[2].
- Kori 3 : 1011 MWe, mise en service en 1985[2].
- Kori 4 : 1012 MWe, mise en service en 1985[2].

La seconde série comprend 2 réacteurs à eau pressurisée de conception coréenne de type OPR-1000 :
- Shin-Kori 1 : 996 MWe, mise en service en 2011[2].
- Shin-Kori 2 : 996 MWe, mise en service en 2012[2].

La troisième série comprend quatre réacteurs à eau pressurisée de type APR-1400 (Advanced Power Reactor 1400) :
- Shin-Kori 3 : 1416 MWe, mise en service en 2016[3].
- Shin-Kori 4 : 1418 MWe, mise en service en 2019[4].
- Shin-Kori 5 : 1400 MWe, début de construction en 2017[5].
- Shin-Kori 6 : 1400 MWe, début de construction en 2018[6].

| Nom du réacteur | Statut          | Modèle   | Capacité (MW)    | Capacité (MW) | Capacité (MW) | Début constr.  | Raccord au réseau | Mise en service | Mise à l'arrêt |
| Nom du réacteur | Statut          | Modèle   | Thermique (MWth) | Brute (MWe)   | Nette (MWe)   | Début constr.  | Raccord au réseau | Mise en service | Mise à l'arrêt |
| --------------- | --------------- | -------- | ---------------- | ------------- | ------------- | -------------- | ----------------- | --------------- | -------------- |
| Série 1         |                 |          |                  |               |               |                |                   |                 |                |
| Kori-1          | A l'arrêt       | WH 60    | 1729             | 607           | 576           | août 1972      | juin 1977         | avril 1978      | juin 2017      |
| Kori-2          | Opérationnel    | WH F     | 1882             | 681           | 640           | décembre 1977  | avril 1983        | juillet 1983    |                |
| Kori-3          | Opérationnel    | WH F     | 2912             | 1046          | 1011          | octobre 1979   | janvier 1985      | septembre 1985  |                |
| Kori-4          | Opérationnel    | WH F     | 2912             | 1046          | 1012          | avril 1980     | décembre 1985     | avril 1986      |                |
| Série 2         |                 |          |                  |               |               |                |                   |                 |                |
| Shin-Kori-1     | Opérationnel    | OPR-1000 | 2825             | 1046          | 996           | juin 2006      | août 2010         | février 2011    |                |
| Shin-Kori-2     | Opérationnel    | OPR-1000 | 2825             | 1047          | 996           | juin 2007      | janvier 2012      | juillet 2012    |                |
| Série 3         |                 |          |                  |               |               |                |                   |                 |                |
| Shin-Kori-3     | Opérationnel    | APR-1400 | 3983             | 1488          | 1416          | octobre 2008   | janvier 2016      | décembre 2016   |                |
| Shin-Kori-4     | Opérationnel    | APR-1400 | 3983             | 1493          | 1418          | août 2009      | avril 2019        | août 2019       |                |
| Shin-Kori-5     | En construction | APR-1400 | 3983             | 1400          | 1340          | avril 2017     |                   |                 |                |
| Shin-Kori-6     | En construction | APR-1400 | 3983             | 1400          | 1340          | septembre 2018 |                   |                 |                |

### Incidents
Le 9 février 2012, le réacteur n°1 de la centrale de Kori a subi une panne d'alimentation électrique : lors d'un exercice de basculement de l'alimentation électrique sur la source auxiliaire (Groupe électrogène), ce dernier s'est arrêté inopinément et, à la suite d'erreurs humaines, le réacteur est resté isolé de toute source d'alimentation électrique durant 12 minutes. 
Cette panne est restée cachée pendant un mois aux autorités de sûreté. À la suite de cette dissimulation, Kim Jong-shin, le président de Korea Hydro & Nuclear Power - filiale de Korea Electric Power (KEPCO) dont l'État Sud-Coréen détient 51 % des actions - a présenté sa démission au gouvernement Coréen qui l'a accepté.
Le 23 avril 2012, un responsable de la centrale de Kori a été condamné à trois ans de prison : il avait volé des composants nucléaires usagés et les avait rafistolés puis revendus comme pièces neuves.
Le 4 juillet 2012, la Commission coréenne de sûreté et de sécurité nucléaires a autorisé le redémarrage du réacteur de la centrale nucléaire de Kori qui a fait l’objet d’une inspection à la suite d'une panne d’alimentation et à des tentatives visant à dissimuler cet incident.